# Comté de Johnson (Tennessee)
Pour les articles homonymes, voir Johnson et Comté de Johnson.
Le comté de Johnson est un comté de l'État du Tennessee, aux États-Unis. Son siège est situé à Mountain City et sa population était en 2000 de 17 499 habitants.